# Scodiomima
Scodiomima är ett släkte av fjärilar. Scodiomima ingår i familjen mätare.
Kladogram enligt Catalogue of Life:
| Scodiomima | \| \| Scodiomima afghana \| \| \| \| \| \| Scodiomima crocallaria \| \| \| \| |
|            | \| \| Scodiomima afghana \| \| \| \| \| \| Scodiomima crocallaria \| \| \| \| |
|            | Scodiomima afghana                                                            |
|            |                                                                               |
|            | Scodiomima crocallaria                                                        |
|            |                                                                               |